# Rue de Lille (Paris)
Ne doit pas être confondu avec Liste des rues de Lille.
Pour les articles homonymes, voir Rue de Lille.
La rue de Lille se situe à Paris dans le 7e arrondissement.

## Situation et accès
Longue de 1 060 mètres, elle commence rue des Saints-Pères et se termine rue Aristide-Briand.
Elle peut désigner par métonymie l'INALCO, qui occupait le no 2 de 1873 à 2011 ou le parti gaulliste (UNR, UDR, puis RPR), qui occupait le no 123 de 1958 à 2001.
Ce site est desservi par la station de métro Solférino.

## Origine du nom
Cette dénomination rappelle la défense héroïque que les Lillois opposèrent, lors du siège de Lille en 1792, à l'armée autrichienne.

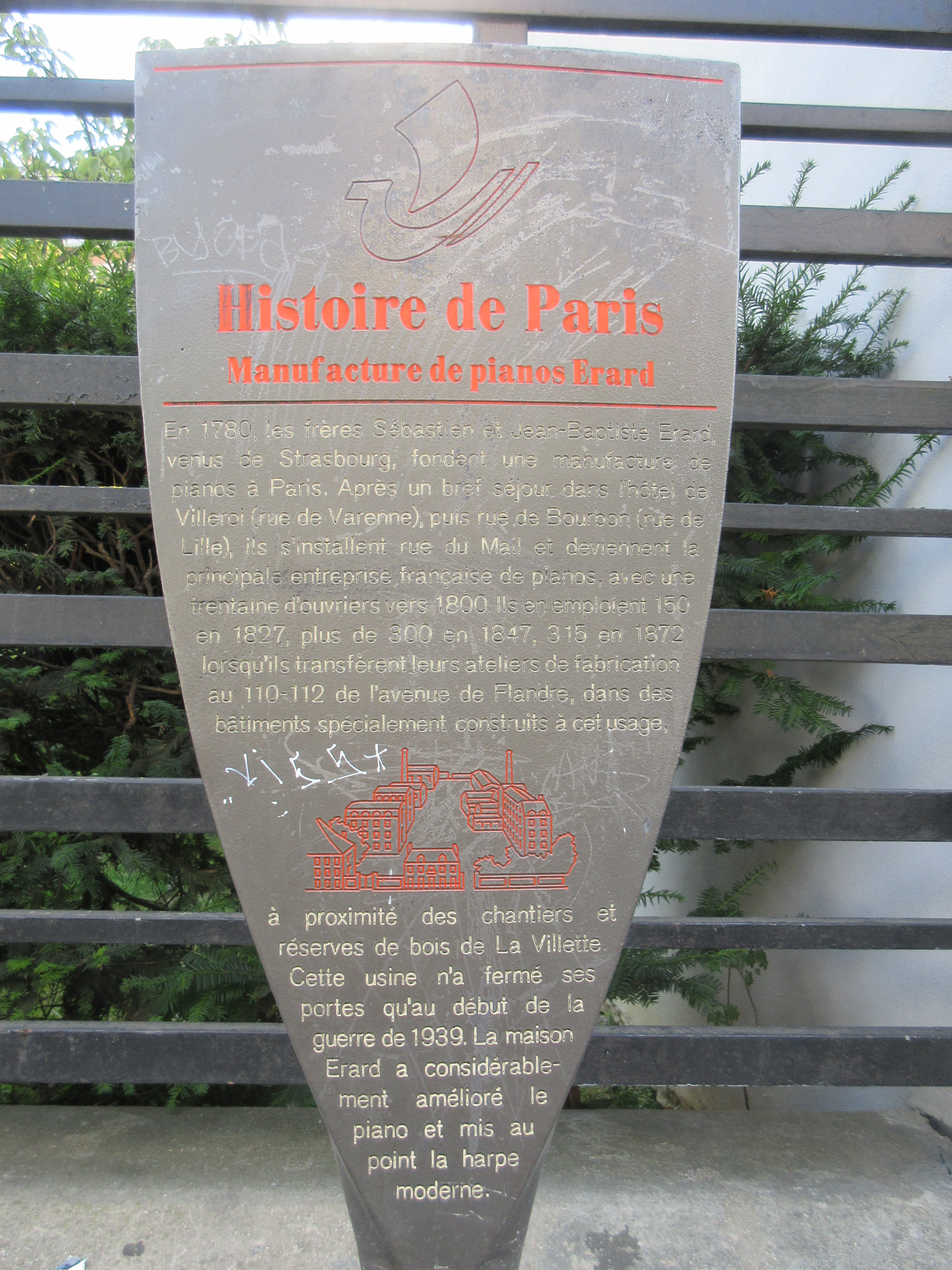
Panneau Histoire de Paris « Manufacture de pianos Érard ».

## Historique
La rue a été ouverte en 1640 sur une partie du grand Pré-aux-Clercs, situé sur le territoire de l'abbaye de Saint-Germain-des-Prés, sous le nom de « rue de Bourbon » en l'honneur de Henri de Bourbon, abbé de Saint-Germain-des-Prés,. Elle finissait alors dans la grande prairie, là où était stocké le bois flotté en provenance du Morvan, s'effaçant à peu près dans l'axe de la rue de Bellechasse.
Un arrêt du Conseil du 18 octobre 1704, qui prescrivit l'ouverture de la rue de Bourgogne, ordonna également que la « rue de Bourbon » serait prolongée jusqu'à cette nouvelle voie publique.
Des lettres patentes du 9 octobre 1719 ordonnèrent la continuation de la « rue de Bourbon » depuis la rue de Bourgogne jusqu'au rempart; mais ce projet ne fut point exécuté.
En 1780, la manufacture de pianos Érard s'installe quelque temps dans la « rue de Bourbon ».
Dans sa séance du 27 octobre 1792, le Conseil général de la commune décida que la « rue de Bourbon » prendrait le nom de « rue de Lille ».
En 1815, la Restauration rétablit le nom de « rue de Bourbon », mais après la Révolution de Juillet 1830, on lui substitua celui de « rue de Lille », qu'elle avait déjà porté.
Le 11 mars 1918, durant la première Guerre mondiale, le no 100 rue de Lille est touché lors d'un raid effectué par des avions allemands.

La rue de Lille pendant la crue de la Seine de 1910.
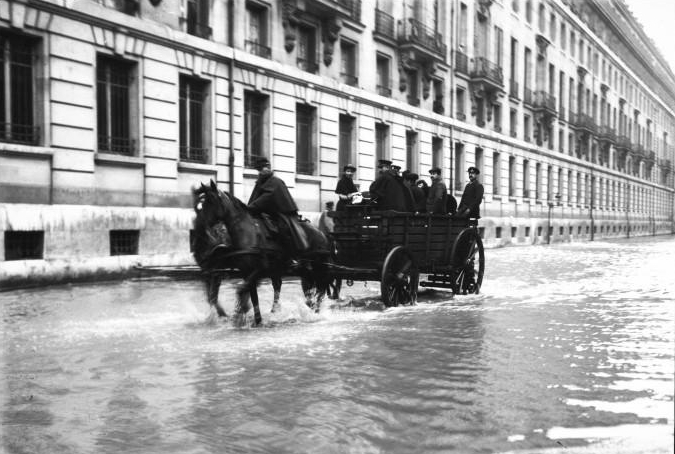
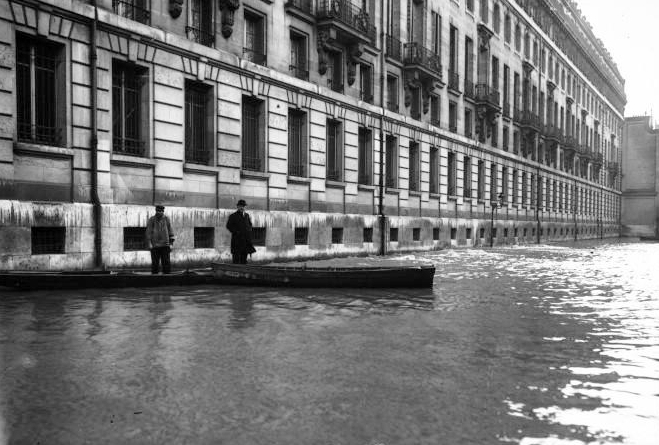

## Bâtiments remarquables et lieux de mémoire

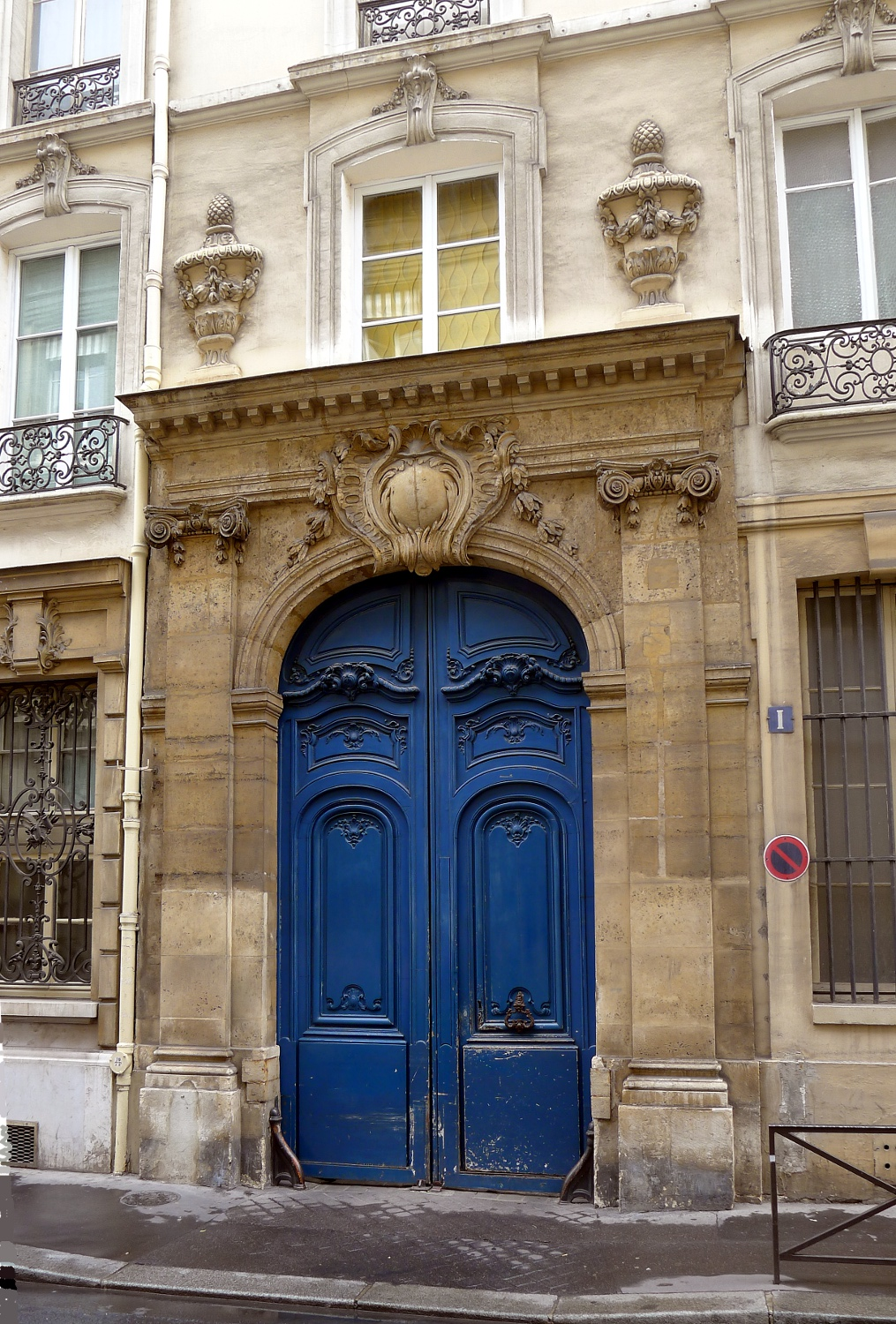
Portail du no 1.

- No inconnu : a vécu au début des années 1820 l'économiste Alfred de Foville[6].
- No  inconnu : le réalisateur Claude Berri (1934-2009) habitait rue de Lille dans un appartement de 300 m2[7].
- No 1 : adresse du musicien Adolphe Piriou (1878-1964) à partir d'octobre 1904[8]. L'ancien Premier ministre Jacques Chaban-Delmas (1915-2000) habita un appartement à cette adresse et c'est dans cet appartement qu'il mourut le 10 novembre 2000 des suites d'une crise cardiaque.
- No 2 : Institut national des langues et civilisations orientales (INALCO), dénommé antérieurement École nationale des langues orientales vivantes — communément « Langues'O » — installé à cet emplacement depuis 1874. À la suite du transfert du siège de l'établissement en octobre 2011 vers le Pôle des langues et civilisations, des travaux ont été menés en 2011-2012 pour regrouper depuis octobre 2012 rue de Lille les centres et équipes de recherche de l'INALCO.
- No 4 :  bibliothèque de l'École des langues orientales, intégrée à la BULAC et transférée en 2010 au Pôle des langues et civilisations.

- No 5 : 

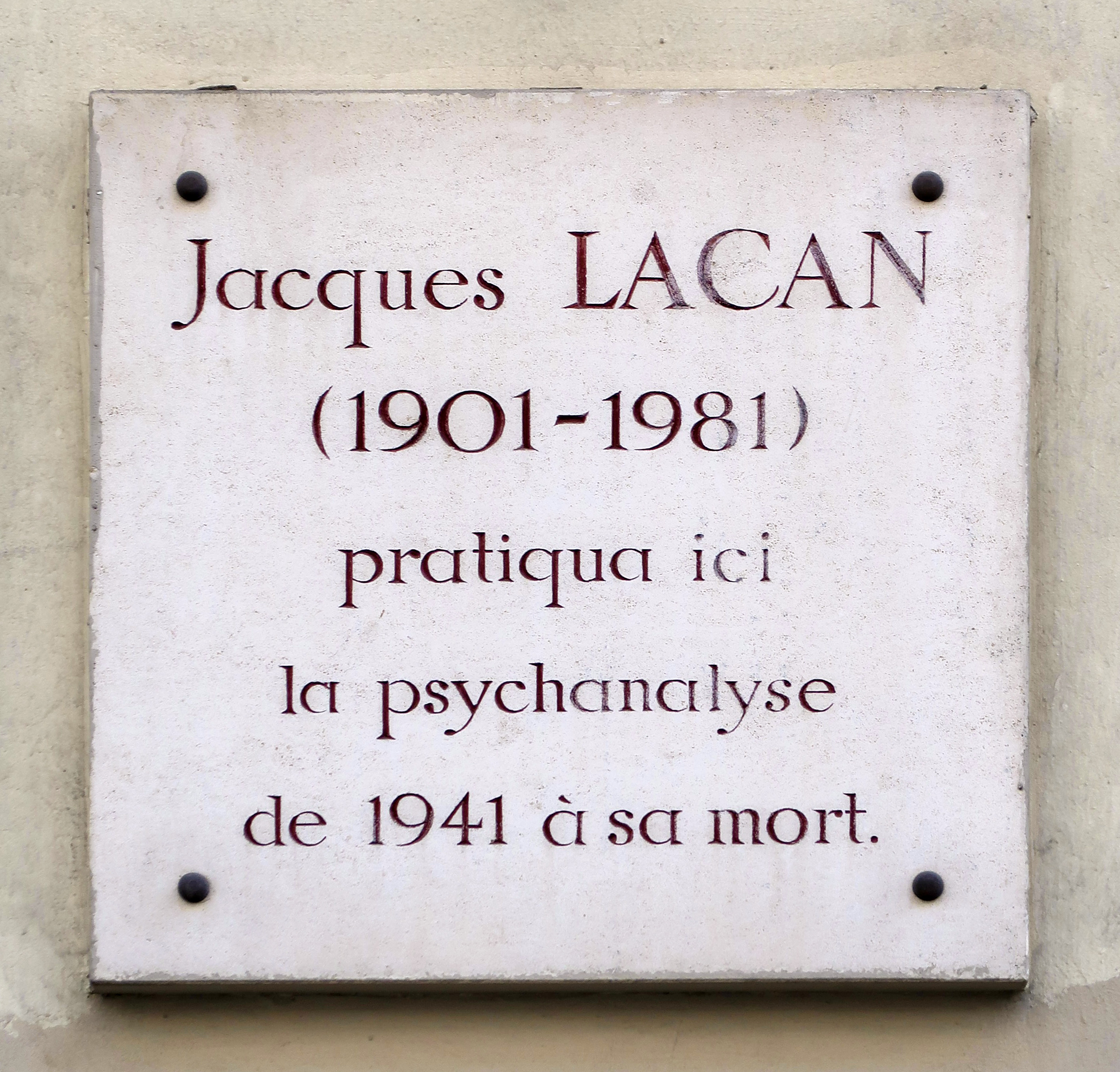
Plaque au no 5.

  - le psychanalyste Jacques Lacan avait son cabinet dans cet immeuble ; une plaque commémorative lui rend hommage. Philippe Sollers écrit : « je vais au 5, rue de Lille et je tombe sur l’adresse de Lacan, qui, on le sait, a exercé là, de 1940 à sa mort (en 1981), son très éprouvant métier de psychanalyste. Si le divan de Lacan pouvait parler, il mettrait en crise toute l’industrie romanesque et ses millions de livres pour rien. Cette adresse m’est familière. Bien que jamais allongé chez lui, c’est là que j’allais le chercher, certains soirs, pour dîner en sa compagnie à La Calèche, le restaurant d’en face. Le 5, c’était la promesse d’un plaisir. Mais le 5, rue de Lille (et c’est là que le temps se met à parler à voix basse) était aussi l’adresse d’un certain Darasse, le banquier d’Isidore Ducasse, comte de Lautréamont, lorsqu’il venait toucher la pension que lui envoyait son père depuis Montevideo (Darasse était en affaires avec ce pays lointain). […] C’est au même banquier Darasse que Ducasse, le 12 mars 1870 (il meurt en novembre, à l’âge de 24 ans et demi, pendant le siège allemand de Paris), annonce que sa méthode a complètement changé après l’échec des Chants de Maldoror, pour dans Poésies I et II, donc) chanter exclusivement “l’espoir, l’espérance, le calme, le bonheur, le devoir[9].” »
  - Tristan Tzara y décède le 24 décembre 1963[10].
- No 7 : magasin de livres possédé par Karl Lagerfeld. À l'arrière de cette enseigne, le couturier avait disposé de nombreux ouvrages sur des rayonnages volumineux[11].
- No 9 : l'écrivain et journaliste afro-américain Richard Wright (1908-1960) a vécu dans cette maison.
- No 11 : ancienne librairie Klincksieck. L'actrice Diane Kruger habite cet immeuble.[réf. nécessaire]
- No 17 : ancienne adresse, à partir de 1833, du très réputé établissement d'enseignement pour fillettes et jeunes filles inauguré en 1820 rue de Seine sous l'appellation Cours d'éducation maternelle dit aussi Cours Lévi d'après son fondateur David Lévi Alvarès[12]. Le cours était fréquenté par Berthe Morisot et ses sœurs Yves [sic] et Edme[13].

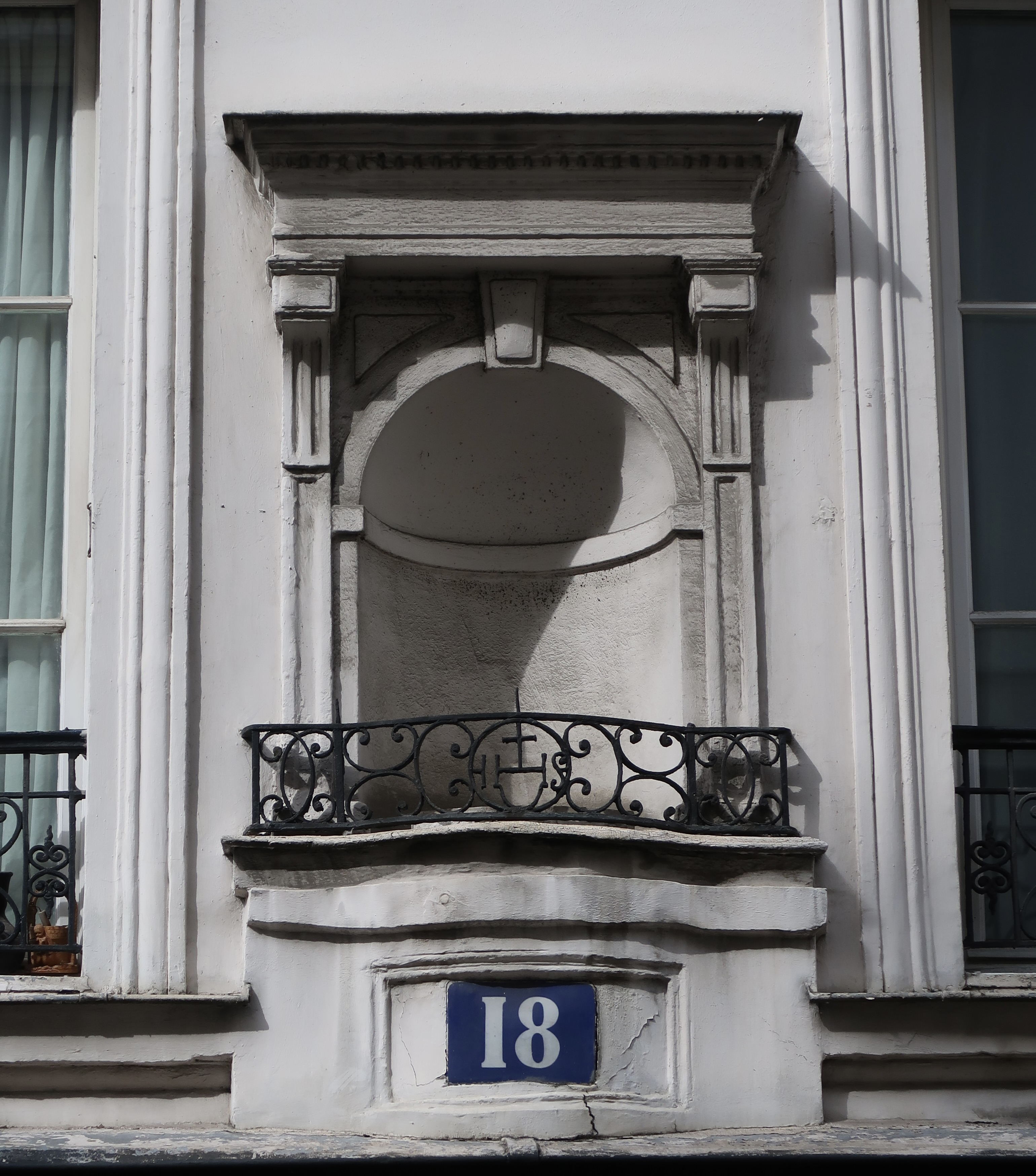
No 18.

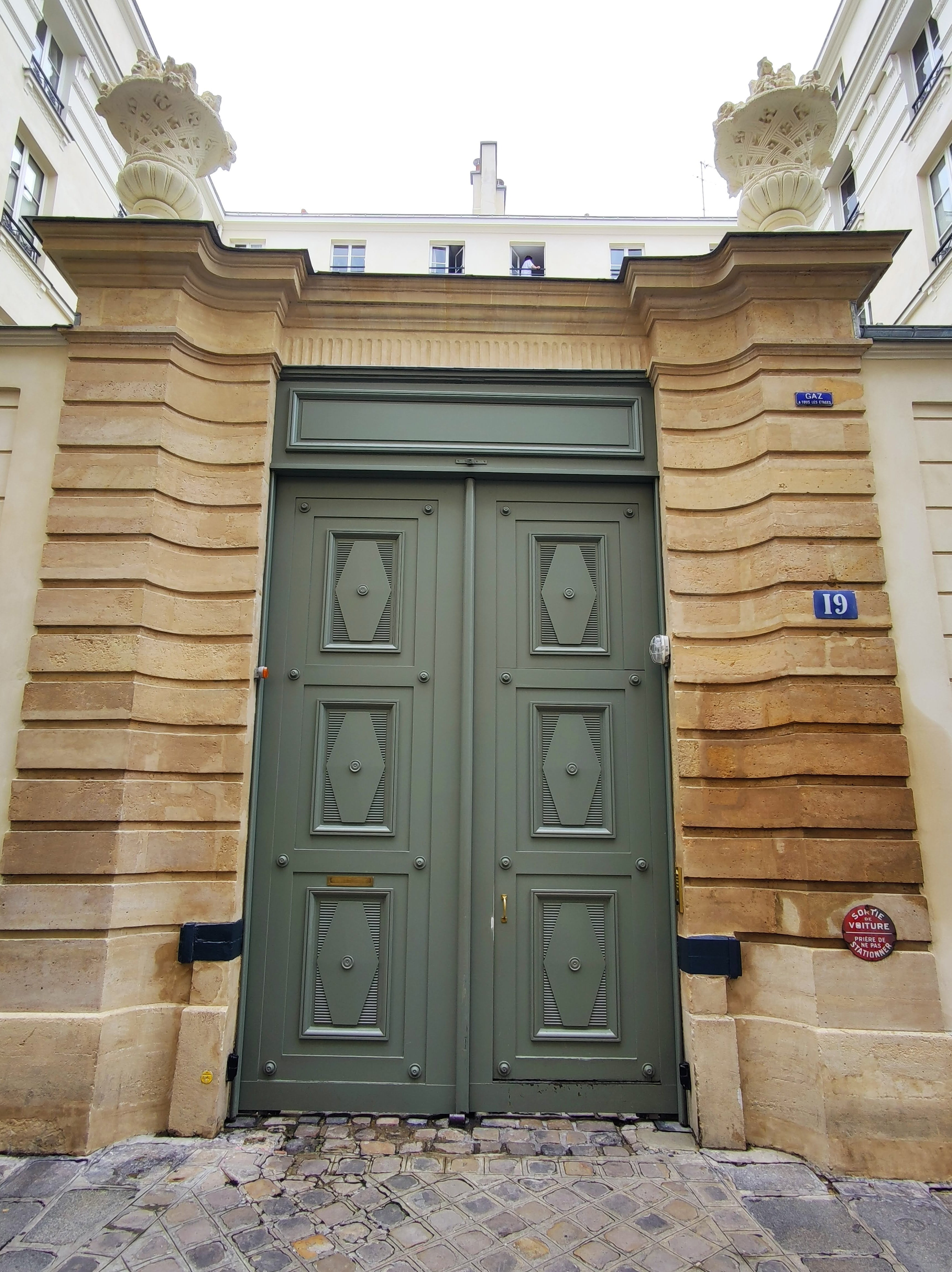
No 19.

- No 18 : niche vide au niveau du premier étage.
- No 19 : 
  - le député de Paris Charles Floquet est mort dans cette maison le 18 janvier 1896 ;
  - le dessinateur Jean Oberlé y vécut, notamment avec sa compagne la parfumeuse Germaine Cellier[14] ;
  - Max Ernst y habita de 1962 à sa mort le 1er avril 1976[15] ;
  - à partir de 1992, Christine Deviers-Joncour, maîtresse de l’homme politique Roland Dumas, s’installe à cette adresse[16], dans un appartement de 320 m2 acquis par une SCI au prix de 17 millions de francs et pour lequel elle ne débourse pas un centime[17]. Cet appartement, revendu en 2005[18], fut au centre de l’affaire Dumas.
- No 23 : Karl Marx y habita de novembre 1846 à mars 1847[réf. souhaitée].
- No 25 : l'actrice et chanteuse Renée Passeur (1905-1975) y habite lors de son mariage avec Steve Passeur en 1934[19]

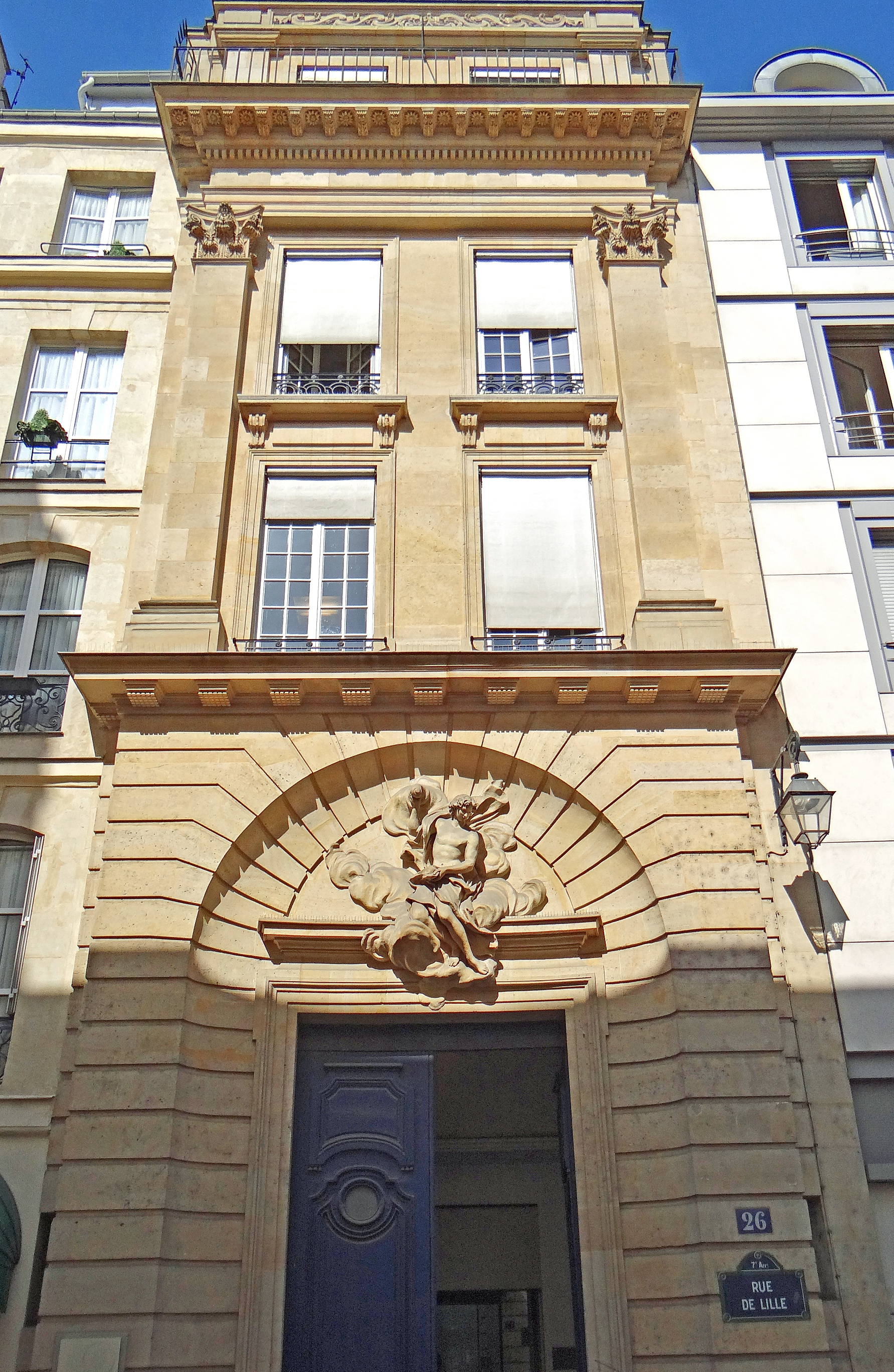
No 26 : ancienne entrée du couvent des Théatins.

- No 26 : vestiges du couvent des Théatins. Installés à Paris en 1644, les Théatins achetèrent, grâce à la générosité du cardinal Jules Mazarin, une maison située à l'emplacement de l'actuel 23, quai Voltaire, qui pouvait abriter 25 religieux. Ils décidèrent de faire construire une église, placée sous l'invocation de Sainte-Anne-la-Royale, en l'honneur d'Anne d'Autriche. Les travaux furent entrepris en 1661 sur des plans donnés par un architecte militaire, Maurizio Valperga. Dès octobre 1662, le général des Théatins remplaçait celui-ci par un élève de Borromini, Camillo-Guarino Guarini, qui imagina un édifice baroque énorme et compliqué[20],[21], dont le coût excédait les possibilités financières des Théatins. Guarini abandonna le chantier en 1666 alors que seuls les bras et les piliers de la croisée du transept avaient été construits. On se borna alors à couvrir le transept qui devint la nef de l'église. Le bâtiment fut ensuite terminé par l'architecte Nicolas Liévain vers 1720-1721 sans reprendre le projet de Guarini. Le couvent est supprimé à la Révolution. Il est converti pendant quelques années en salle de concert et en café avant d'être presque entièrement détruit en 1823[22]. Des vestiges de la façade orientale sont visibles dans la cour du 13, quai Voltaire, tandis que l'ancienne chapelle Saint-André-Avelin, construite par Liévain, subsiste, quoique remaniée, dans la cour du 30, rue de Lille. Avaient en outre été créés deux passages ouverts sur le quai et sur la rue par des portails réalisés par l'architecte Pierre Desmaisons. Celui sur la rue de Lille a été conservé et constitue le no 26 de cette voie. Le portail donne accès à un vestibule sur lequel s'ouvrent les escaliers desservant les immeubles élevés de part et d'autre du passage. La cour rectangulaire est ornée d'un ordre dorique. L'ensemble a été gravé par La Marcade.
- No 30 : immeuble de rapport construit pour les Théatins en 1730.
- Îlots nos 33-37 rue de Lille, rue de Verneuil, rue du Bac et rue de Beaune : ancienne halle Barbier qui, transformée, devint la caserne des Mousquetaires-Gris.
- No 34 : les peintres Carle Vernet (1758-1836)[23], puis Blanche (1857-1907) et Gaston Roullet (1847-1925)[24] ont vécu dans cet immeuble.
- No 41 : le restaurant Le Télégraphe est installé dans l'ancienne maison des « demoiselles du téléphone », au décor Art nouveau.
- No 43 : le 14 novembre 1918, deux avions militaires survolant Paris s'écrasent, l'un dans la Seine et l'autre sur le toit de ce bâtiment, démolissant une cheminée[25].
- No 45 : Théodore de Gargan y habita de 1840 à janvier 1848.
- No 46 : immeuble abritant la présidence de l'École pratique des hautes études (EPHE).
- No 48 : construit à l'étage, le temple de l'Église protestante baptiste a une structure de métal et a été l'un des premiers bâtiments reconstruits sur les ruines des destructions par la Commune. En octobre 1906, tout juste arrivé de New York, le peintre américain Edward Hopper (1882-1967) prend une chambre à cette adresse[26],[27] et y reste jusqu’au printemps 1907[28]. L’une de ses toiles a d’ailleurs pour titre Escalier au 48, rue de Lille[29].
- No 49 : le philologue et écrivain Émile Chasle (1827-1908) y a son domicile.

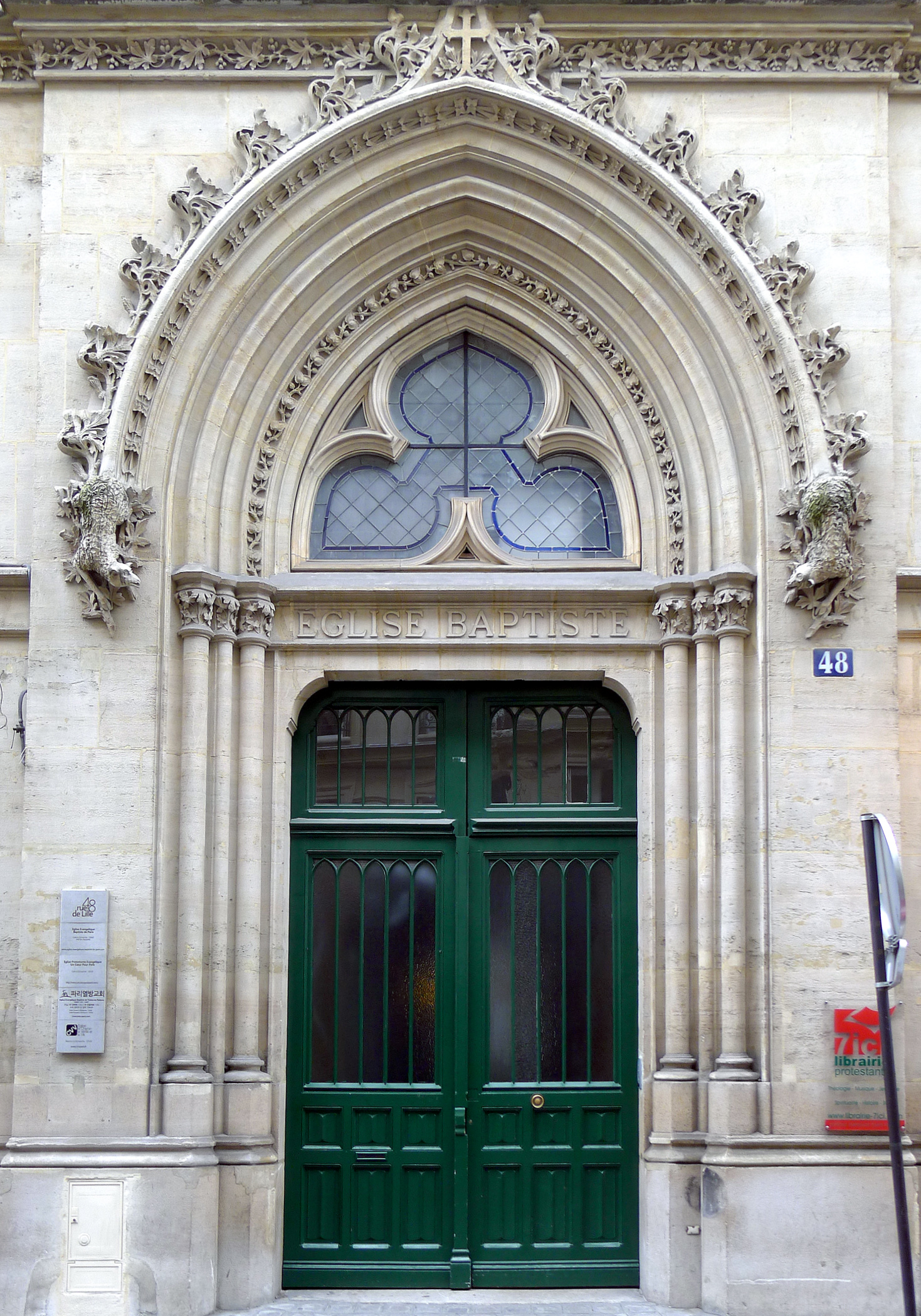
Portail du no 48.
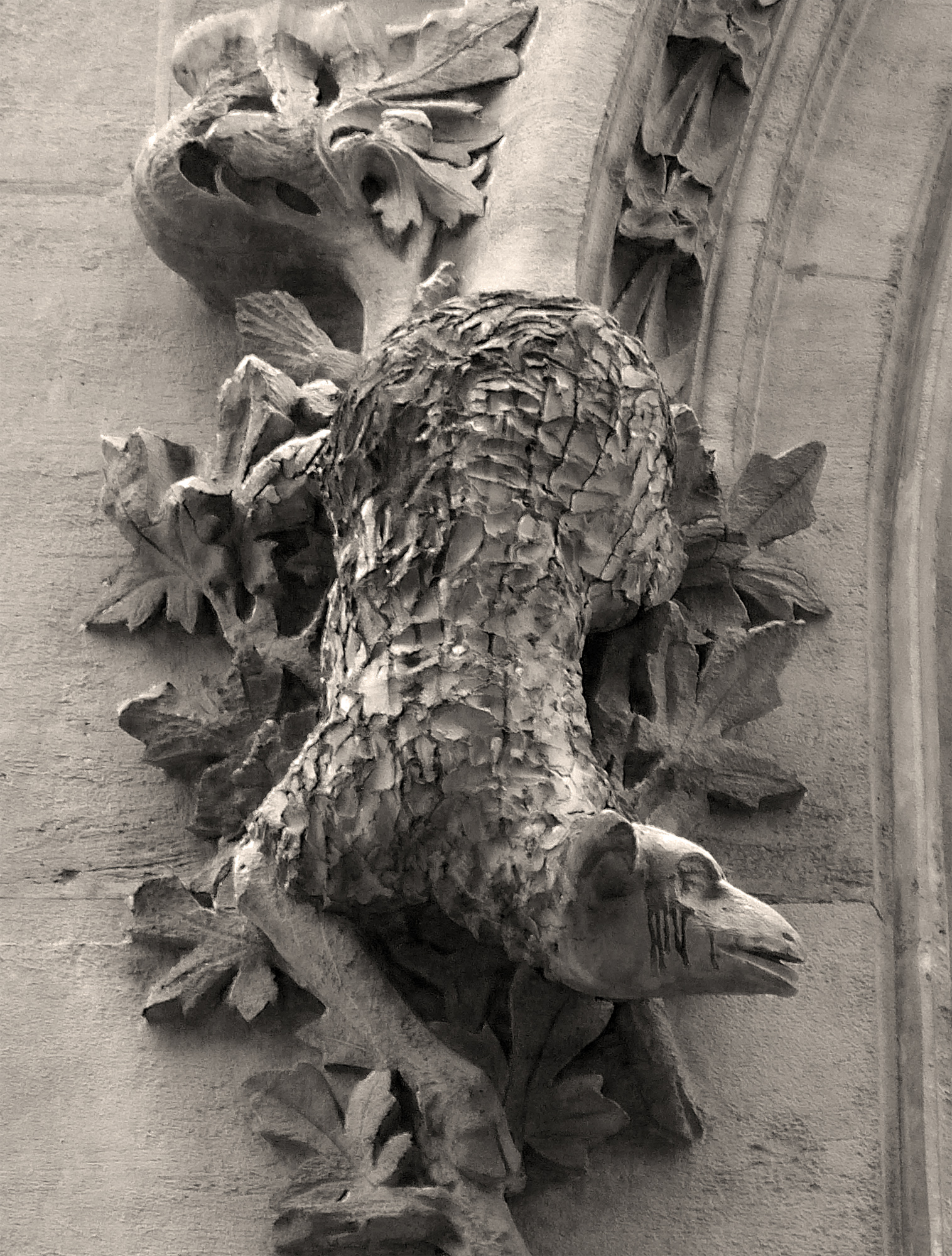
No 48 : détail du portail.

- No 49-51-53 : En 1930, l'architecte Louis Faure-Dujarric bâtit un ensemble de bureaux fonctionnels pour la Caisse des dépôts et consignations[30].
- Nos 52-56 : Caisse des dépôts et consignations. C'était l'hôtel de Belle-Isle, maison de Prosper Mérimée, incendiée sous la Commune. Une partie de sa bibliothèque et toute sa correspondance furent détruites.
- No 56 : immeuble construit sous la Régence par François Bruand et réaménagé par Eudes, architecte du ministère des Finances en 1858. Incendié sous la Commune de Paris en mai 1871, il a été reconstruit par le même architecte en style néo-Louis XV (1873-1880) sur un plan proche de l'original[31]. Un immeuble de bureaux a ensuite été construit sur la rue de Lille dans les années 1930. Voir aussi les 1-3, quai Anatole-France (Caisse des dépôts et consignations).
- No 55 : hôtel de Clermont-Tonnerre, construit par l'architecte Pierre Humbert (seconde moitié du XIXe siècle).
- Nos 60 (et 5-7, quai Anatole-France) : emplacement de l'ancien chantier de bois flotté dit chantier de la Tour d'Argent, qui fut acheté en 1720 par le marquis de La Vrillière.Devenu une entreprise de coches pour la Cour le lieu fut occupé par une caserne de la Légion de police puis des guides de la Garde impériale sous le nom de « Quartier Eugène », « Quartier Bonaparte », « Quartier Napoléon » et « Quartier d'Orsay ».
- No 62 : palais d'Orsay, à l'emplacement de l'actuel musée d'Orsay, entre le quai Anatole-France et la rue de Lille. Le palais d'Orsay a été construit à partir de 1810, et occupé par le Conseil d’État au rez-de-chaussée à partir de 1840, rejoint deux ans plus tard par la Cour des comptes au premier étage. Il est incendié pendant la Commune de Paris, et détruit à la fin du siècle. L'actuel bâtiment a été inauguré en 1910.

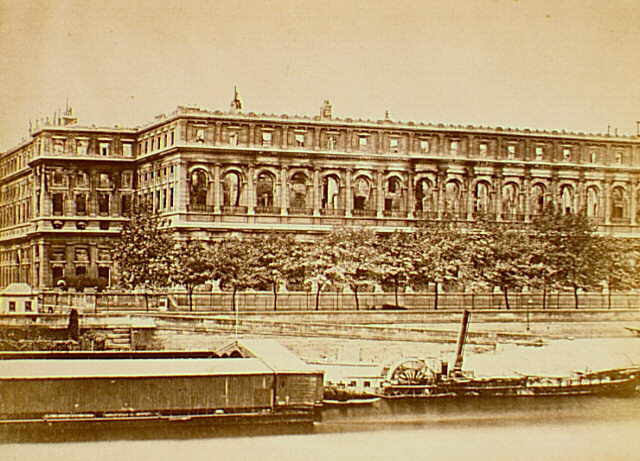
No 62 : le palais d'Orsay peu après l'incendie par la Commune.
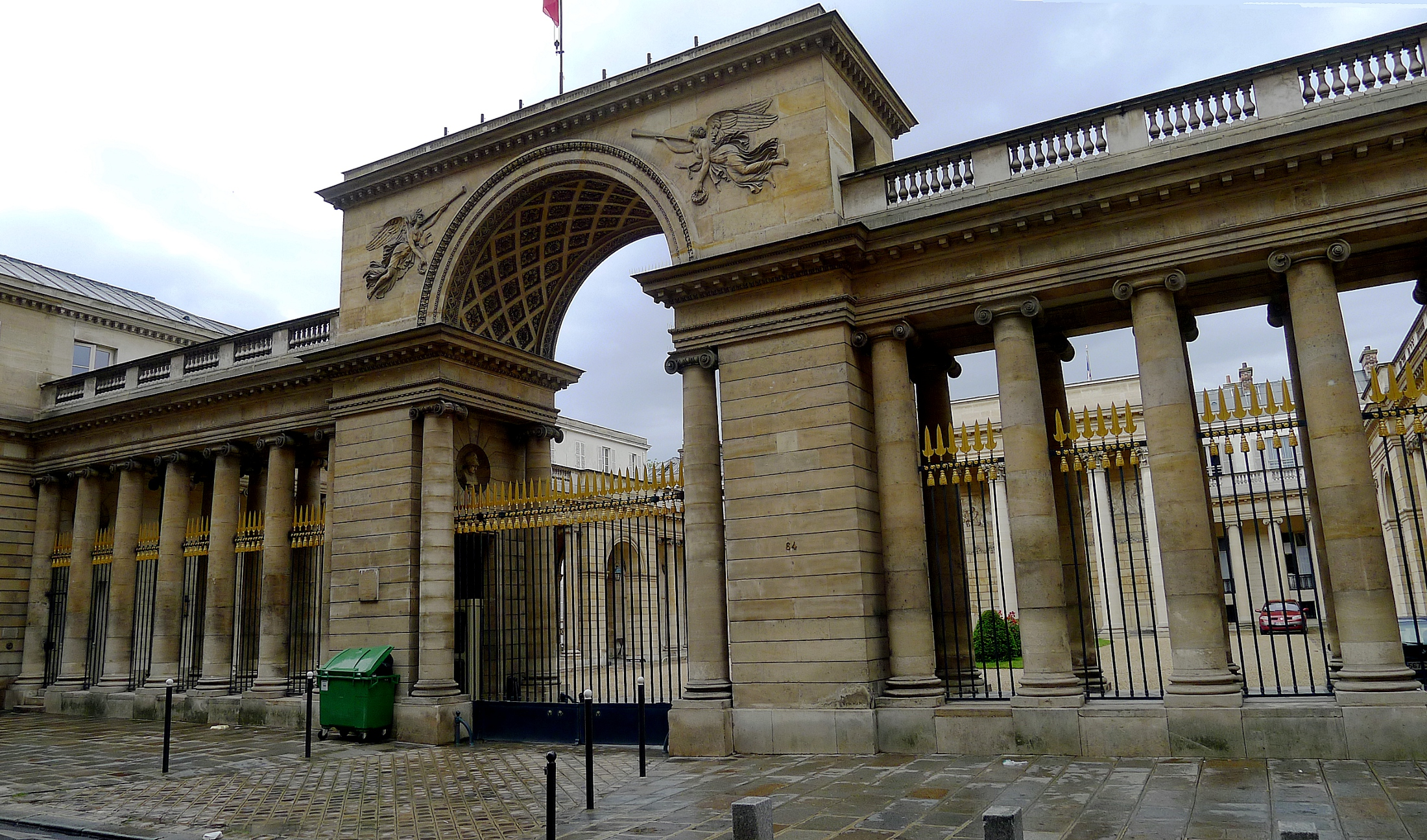
No 64 : entrée de l'hôtel de Salm.
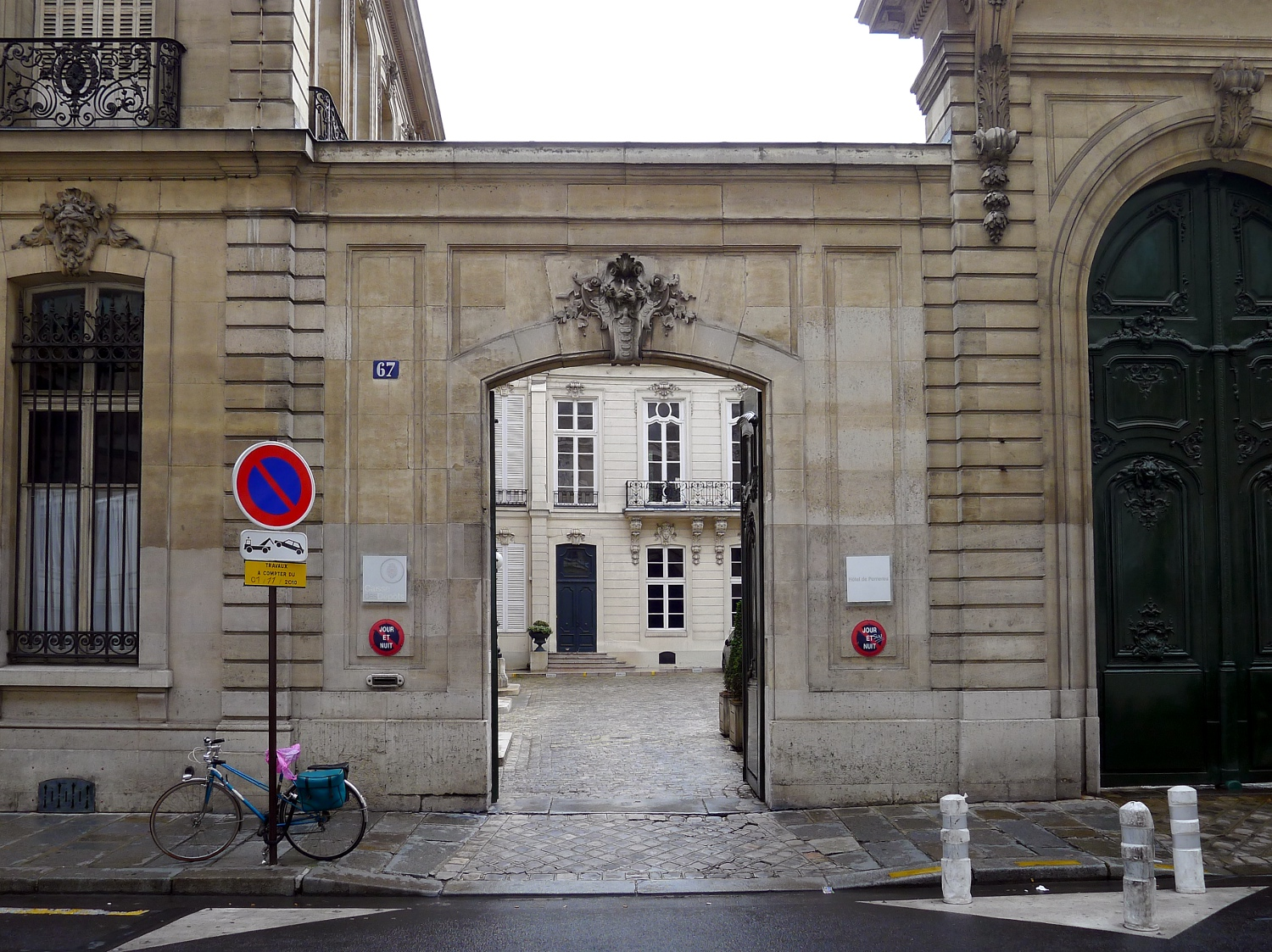
No 67 : entrée de l'hôtel de Pomereu (CDC).

- No 63 : hôtel de Maillebois, incendié sous la Commune. Les vestiges ont été incorporés dans l'hôtel de Pomereu.
- No 67 : hôtel Duret, construit pour le président François Duret et incorporé dans l'hôtel de Pomereu.
- Nos 63-67 (et 10, rue de Poitiers) : hôtel de Pomereu, construit en 1872-1874 par David de Pénanrun pour le marquis Armand de Pomereu d'Aligre en style Louis XV, à la place de deux hôtels du XVIIIe siècle dont il subsiste quelques vestiges : l'hôtel Duret (67, rue de Lille), propriété du commanditaire, et l'hôtel de Maillebois (no 63), qu'il acheta en 1871 après les incendies allumés dans le quartier par les communards. Siège en 1941 de l'École nationale des sciences géographiques, il fut acquis en 1947 par la Caisse des dépôts et consignations pour servir de résidence de fonction à son directeur général. Il abrite aujourd'hui des bureaux et des salles de réception.
- No 64 : hôtel de Salm, ou palais de la Légion d'honneur.
- No 69 : adresse parisienne de Stendhal en 1804, 1806 et 1807, et de Daisy Fellowes.

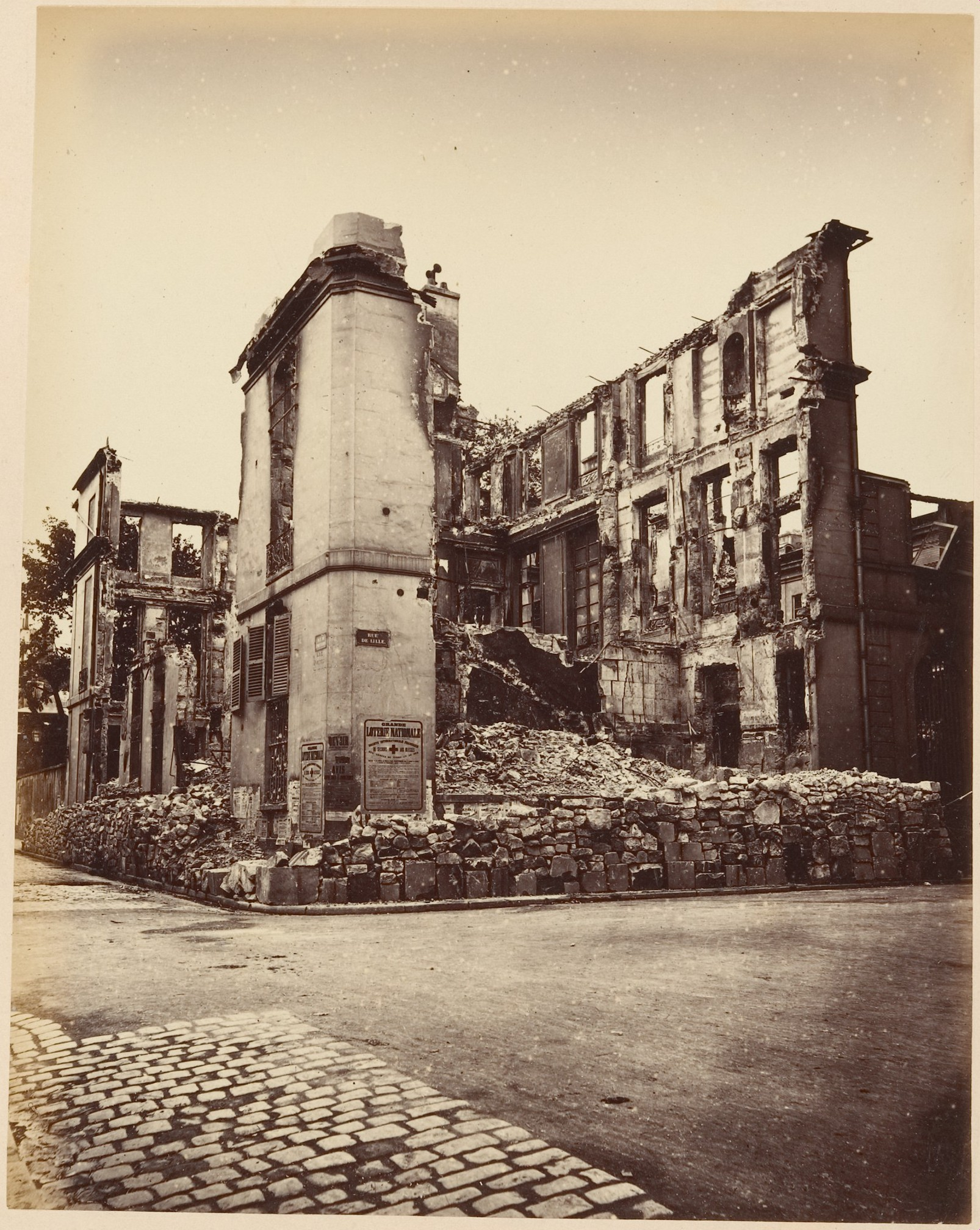
Bâtiments détruits en 1870-1871.

- Lors du percement de la rue de Solférino :
  - deux maisons construites en 1777 pour le maître-menuisier Jean Desjardins par l'architecte Jean-Baptiste Louis Élisabeth Le Boursier, dont un hôtel qui fut loué à Jacques Stuart, grand amiral de la Jamaïque, puis au duc de Berwick ;
  - no 72 : deux hôtels jumeaux construits en 1784 par l'architecte Antoine-Charles Aubert pour Claude-Louis, marquis de Saisseval, capitaine de dragons et spéculateur immobilier, ami de Charles-Maurice de Talleyrand-Périgord, et son beau-père, M. du Roure, entre la rue de Bourbon et le quai d'Orsay. La composition ménageait deux portes cochères symétriques sur la rue de Bourbon, une façade unique vers la Seine, ornée d'un ordre colossal[32]. Sous la Révolution française, l'hôtel de Saisseval abrita les répétitions de la messe de la Fête de la Fédération peu avant le 14 juillet 1790 : Talleyrand, appelé par le roi à célébrer celle-ci alors qu'il connaissait mal le rite, la répéta plusieurs jours devant une cheminée de cet hôtel, notamment aidé par Mirabeau, parfois en parodiant joyeusement le culte[33].
- No 71 : Boniface de Castellane (1867-1932) a vécu dans cette maison entre 1918 et 1921.
- No 75 : hôtel de Lannion, en fond de parcelle, hôtel construit en 1742-1744 pour Jean Charles Hocquart, par l'architecte Jean Damun ; il est semblable à l'hôtel mitoyen du 78, rue de l'Université, édifié pour le même commanditaire. Les deux hôtels se font face à travers leurs jardins contigus. L'hôtel est d'abord loué à vie au comte de Lannion, pair de Bretagne. À partir de 1774, il abrite de nombreux locataires dont le comte de Vaudreuil, ami de la reine Marie-Antoinette, de 1782 à 1786. L'hôtel appartient ensuite aux sœurs Daru dont la famille possédait l'hôtel portant son nom au 79, rue de Bourbon. La cadette, Mme Faget de Baure, loua l'hôtel à la comtesse de Boigne qui y a tenu salon sous la Restauration. Incendiés sous la Commune, le corps de logis sur rue et la porte cochère ont été remplacés par un immeuble édifié en 1898 par Frédéric Honoré. L'hôtel comporte sur le jardin un avant-corps central à trois pans orné de quatre pilastres ioniques au premier étage. Le pendant côté cour a disparu à la suite des destructions de la Commune.
  - Les derniers propriétaires de l'hôtel de Lannion ont été, successivement, le collectionneur Hubert Guerrand-Hermès, mort en 2016, puis l’Américain Tony Fadell, père de l’iPod, l’ayant acheté en 2019 pour 34 millions d’euros, et enfin une cheffe d'entreprise française, qui l’a acheté à l’automne 2022 pour près de 48 millions d’euros[34],[35].
- No 77 : en fond de cour, hôtel particulier habité dans la première moitié du XXe siècle par le baron Napoléon Gourgaud (1881-1944) et la baronne, née Eva Gebhard (1876-1959), fille d'un riche banquier américain qu'il avait épousée en 1917. Ils y avaient accumulé une exceptionnelle collection de tableaux impressionnistes et modernes (dont une partie importante a été donnée par la baronne Gourgaud au musée national d'Art moderne) ainsi que d'objets d'art. Le portrait de la baronne Gourgaud a été peint en 1923 par Marie Laurencin (Paris, collection du Centre Georges-Pompidou).
- No 78 : hôtel Beauharnais (autrefois dit hôtel de Torcy), construit par Germain Boffrand sur un terrain qu'il avait acheté en 1713 et revendu en cours de construction à Jean-Baptiste Colbert de Torcy. Acheté en 1803 par le prince Eugène de Beauharnais, qui a fait construire sur la cour un porche de style égyptien (1807) et réaliser une exceptionnelle décoration intérieure de style Empire. Acquis en 1817 par la Prusse, qui y installe son ambassade, elle devient ensuite celle de l'Allemagne[36]. C'est là qu'Herschel Grynszpan assassine le troisième conseiller de l'ambassade, Ernst vom Rath, le 7 novembre 1938 au matin. L'ambassade siège ici jusqu'à la fin de la Seconde Guerre mondiale ; aujourd'hui, l'hôtel abrite uniquement la résidence de l'ambassadeur allemand.
- No 79 : emplacement de l'hôtel Daru, adresse parisienne de Stendhal, protégé de la famille Daru, en 1800, dans un bâtiment en fond de cour.

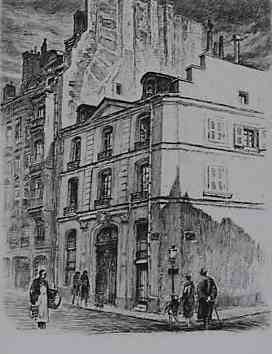
Hôtel Daru, 79, rue de Lille, gravure d'Andor Szekely von Doba, 1928.

- No 80 : hôtel de Seignelay, hôtel similaire à celui du no 78, également construit par Germain Boffrand sur un terrain qu'il avait acheté en 1713 et vendu en 1718 au comte Charles Éléonor Colbert de Seignelay. Le décor intérieur a été en partie transformé par Pierre Mouret au XVIIIe siècle. Derrière l'hôtel, dans les jardins que longe le quai Anatole-France, une stèle rappelle que le dernier chien de Marie-Antoinette, Coco, est enterré à cet endroit. Abrite le ministère du Commerce et de l'Artisanat et, depuis 2012, celui de la Fonction publique. Il est vendu le 13 février 2019 pour 61 millions d'euros à Pierre Kosciusko-Morizet et Pierre Krings, qui souhaitent en faire un lieu destiné aux entrepreneurs[37].
- No 81 : avant la Révolution française, Lafayette y a vécu[38], recevant des personnalités comme les Américains Benjamin Franklin et Thomas Jefferson[39].
- No 81 : le collectionneur d'art André Bernheim fait réaliser la décoration de son appartement par l'architecte décorateur peintre Louis Süe et son associé le peintre André Mare, en 1921.
- No 86 : un appartement de cet immeuble a abrité à partir de 1959 l'hebdomadaire Démocratie, créé par Guy Mollet, ainsi que le siège de la Fédération de la gauche démocrate et socialiste (FGDS) (1965-1968) et aujourd'hui l'Office universitaire de recherche socialiste (OURS).
- No 95 : 
  - immeuble construit en 1907 par l'architecte Pierre Humbert pour la comtesse Begouën ;
  - le poète et romancier André Foulon de Vaulx a vécu dans cette maison où il est mort le 18 décembre 1951.
- No 97 : hôtel particulier, propriété de l'écrivain Nicolas Tourgueniev, ex-conseiller d'État du tsar. Décembriste, il est condamné à mort par contumace et s'exile en France. Il achète ce bien dont la description est donnée par son inventaire après décès : « […] comprenant un corps de bâtiment ayant 37,15 mètres de façade et un petit corps de bâtiment, jardin et cour. » Il avait acheté cette propriété pour 259 065 francs en 1856, avec son mobilier. C'est son fils, le sculpteur Pierre-Nicolas Tourgueneff, qui habitera la demeure après son père[40].
- No 119 : immeuble abritant les bureaux de l'ancien président de la République Jacques Chirac, mis à sa disposition par l'État[41].
- No 121 : l'Institut néerlandais et la Fondation Custodia sont installés dans un petit hôtel du XVIIIe siècle édifié entre cour et jardin, acquis après la Seconde Guerre mondiale par le collectionneur et historien d'art Frits Lugt (1884-1970). On en aperçoit le jardin au 108, rue de l'Université[42].
- No 123 : faisant l'angle avec la rue Aristide-Briand, l'immeuble date du début du XXe siècle. Il accueille le consulat général d'Allemagne dans les années 1900[36]. Plus tard, il a abrité le siège du parti gaulliste (UNR, puis UDR, puis RPR) sous la Ve République, jusqu'en 2001. Acquis et totalement rénové, il abrite aujourd'hui une annexe de l'Assemblée nationale à laquelle il fait face de l'autre côté de la rue Aristide-Briand.

## La rue de Lille dans les arts

### En peinture
- Escalier au 48, rue de Lille, Edward Hopper, 1906.